# Le Titre
Le Titre – miejscowość i gmina we Francji, w regionie Hauts-de-France, w departamencie Somma.
Według danych na rok 2011 gminę zamieszkiwały 384 osoby, a gęstość zaludnienia wynosiła 85 osób/km² (wśród 2293 gmin Pikardii Le Titre plasuje się na 692. miejscu pod względem liczby ludności, natomiast pod względem powierzchni na miejscu 920.).